# Ceratitis tripteris
Ceratitis tripteris är en tvåvingeart som först beskrevs av Munro 1957.  Ceratitis tripteris ingår i släktet Ceratitis och familjen borrflugor. Inga underarter finns listade i Catalogue of Life.